# FC Ensdorf 1912
Maillots
Dernière mise à jour : 30 avril 2011.
Le FC Ensdorf 1912 est un club allemand de football localisé à Ensdorf, dans la Sarre.

## Histoire
Ce club fut fondé en 1912.

ancien logo du FC Ensdorf 1912

En 1973., le FC Ensdorf remporta la Verbandsliga Saarland puis via le tour final monta en Regionalliga Südwest, une ligue située au 2e niveau de la hiérarchie qui fut dissoute à la fin de la saison suivante et remplacée la 2. Bundesliga Süd. Classé dernier, le club ne fut évidemment pas retenu pour le nouveau 2e niveau et retourna en Verbandsliga Saarland.
En 1979, le FC 1912 monta en Oberliga Südwest, une ligue créée l’année précédente au 3e étage de la pyramide du football allemand. Il y séjourna jusqu’en 1983.
Par la suite, le club régressa dans la hiérarchie et glissa jusqu’en Kreisliga. Les séries de cette ligue passèrent du 9e au 10e niveau en 2008 lors de la création de la 3. Liga, en tant que "Division 3".
En 2009, le FC Ensdorf termina 3e en Kreisliga A Saarland (Groupe West Saar) puis, via le tour final, accéda à la Bezirksliga.
En 2010-2011, le FC Ensdorf 1912 évolue Bezirksliga Saarland (Bezirk Saarlouis), soit au 9e niveau de la hiérarchie de la DFB. Le club joue la tête et espère remonter en Hamburg Liga.

## Palmarès
- Champion de la Verbandsliga Saarland (III): 1973.
- Champion de la Verbandsliga Saarland (IV): 1979.